# Fortezza di Osoppo
La Fortezza di Osoppo (o Forte di Osoppo) è una struttura militare edificata nel paese di Osoppo, in Friuli-Venezia Giulia, oggi adibita a museo e luogo turistico. Nei pressi della fortezza si trovano varie rovine di epoca romana.
La fortezza di Osoppo è stata dichiarata monumento nazionale nel 1923 e nel 1951 venne smilitarizzato.

## Galleria d'immagini

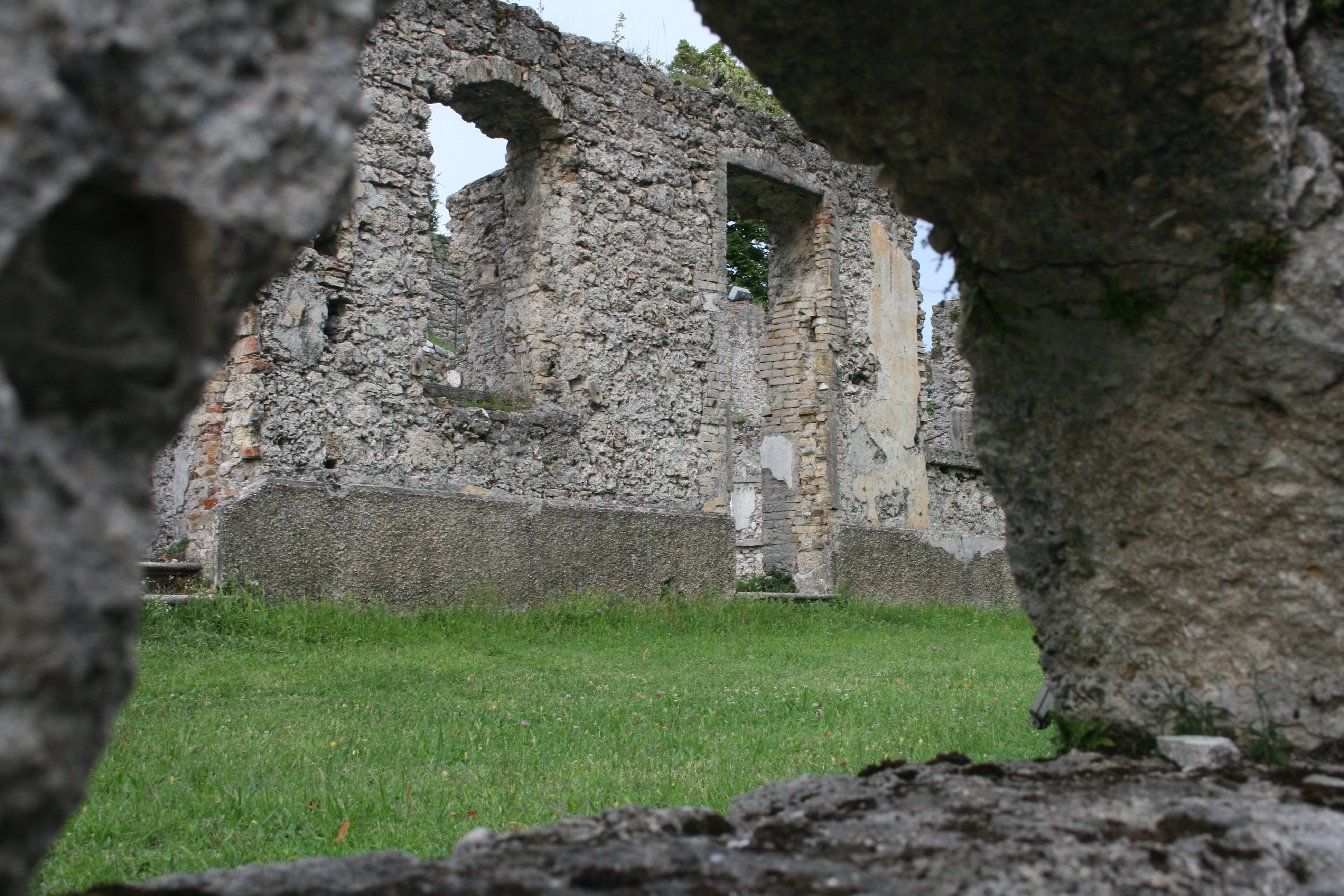
Fortezza di Osoppo, particolare mura attraverso una finestra
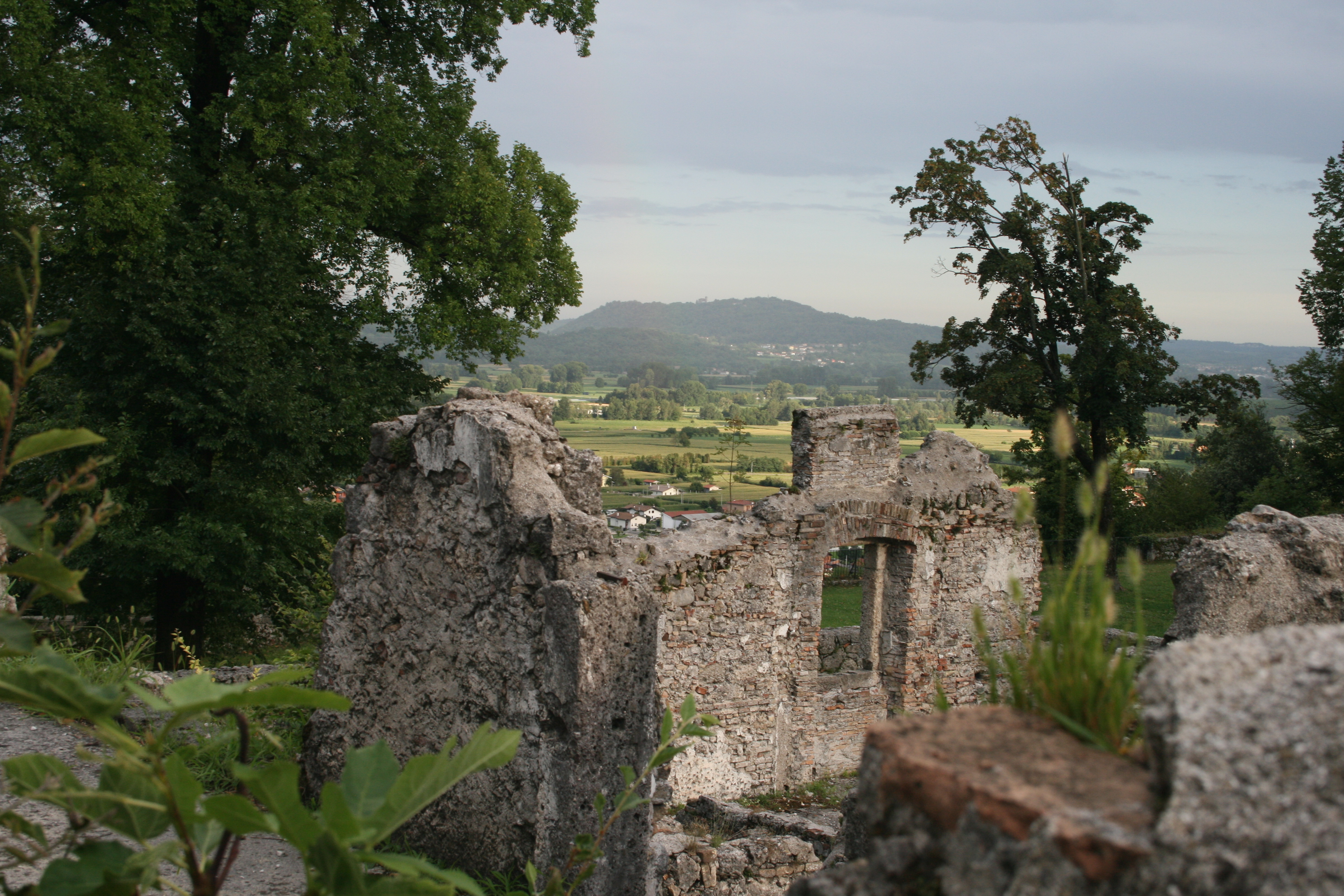
Fortezza di Osoppo, particolare delle mura
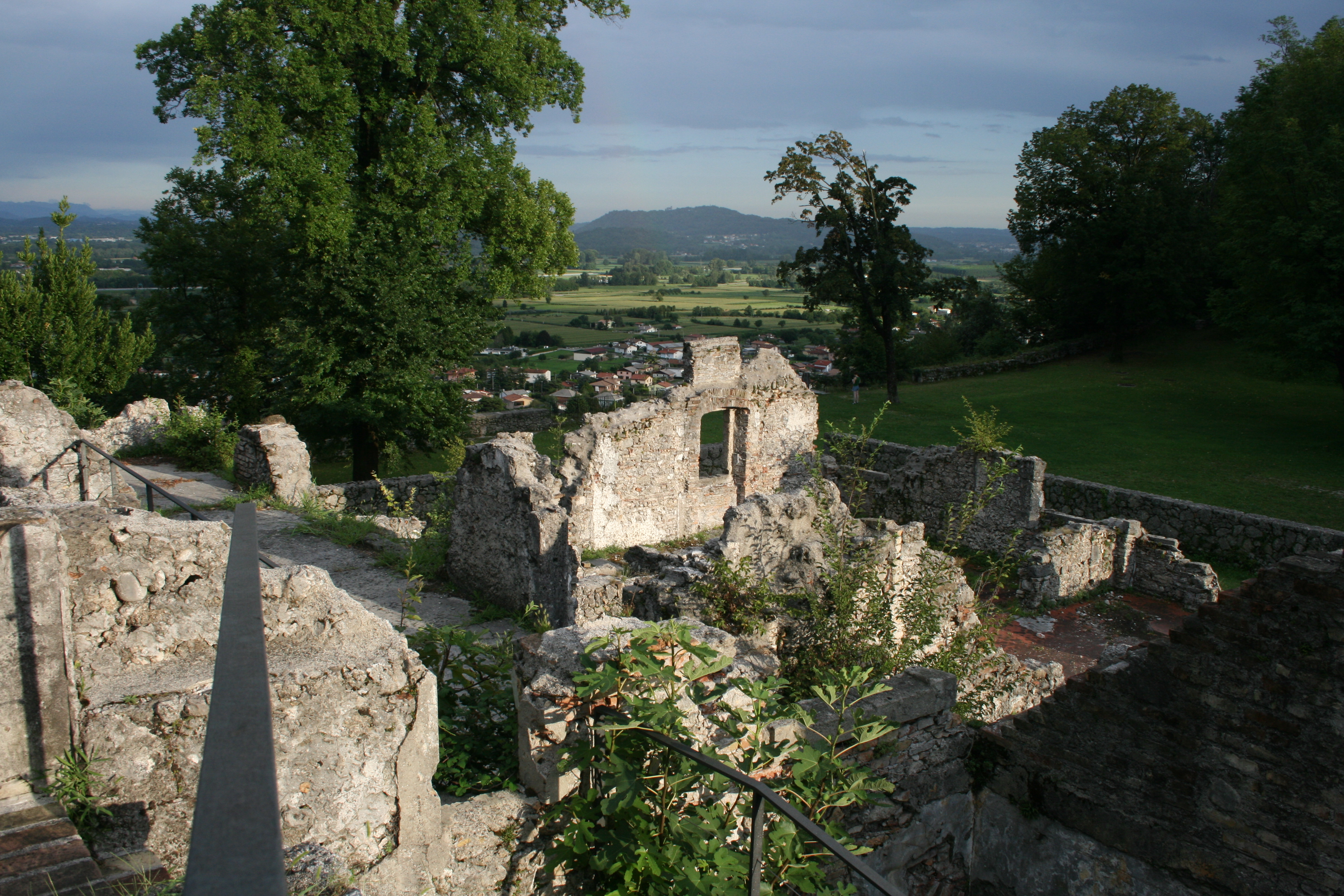
Fortezza di Osoppo, particolare delle mura, vista panoramica
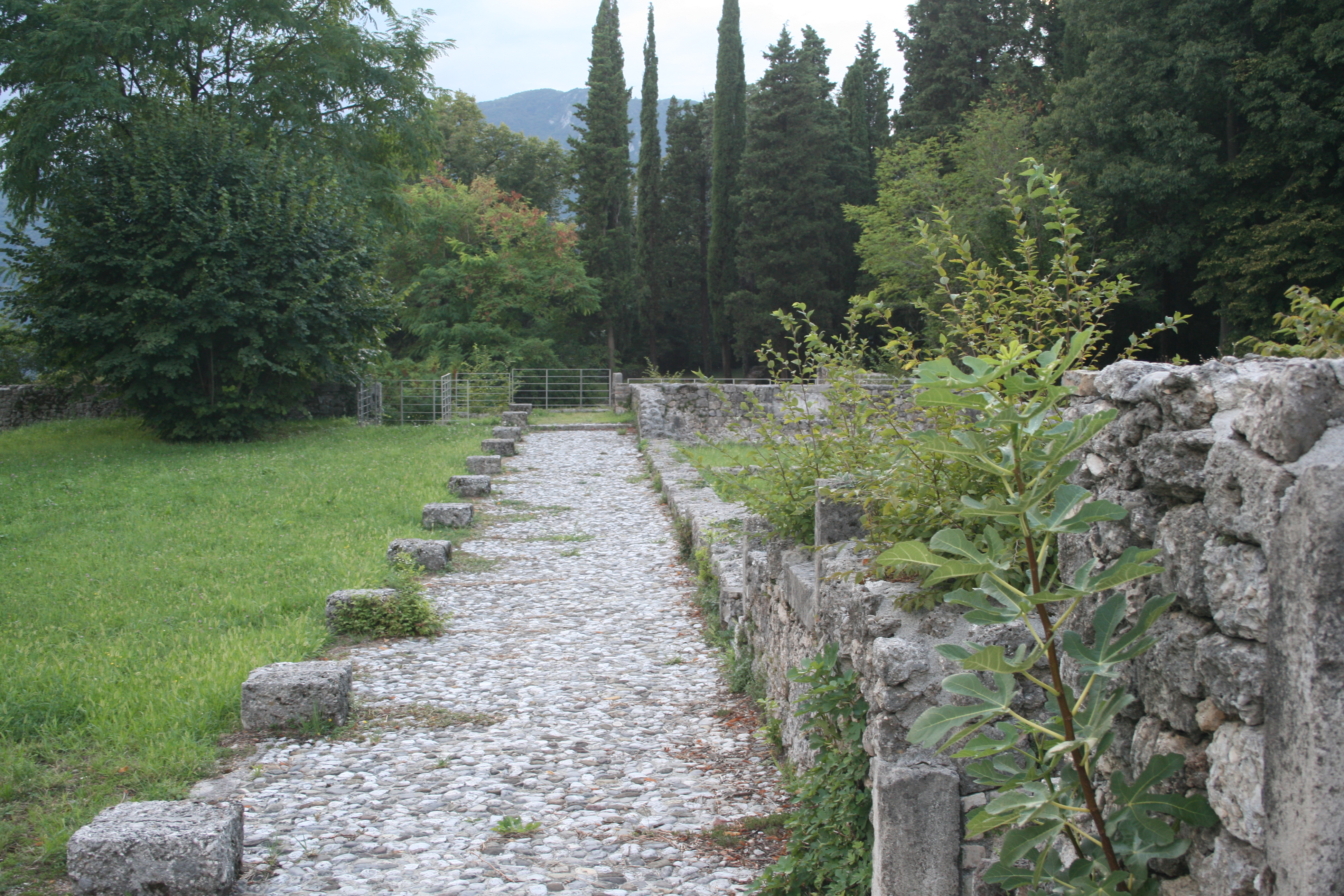
Strada di epoca romana vicino alla fortezza di Osoppo
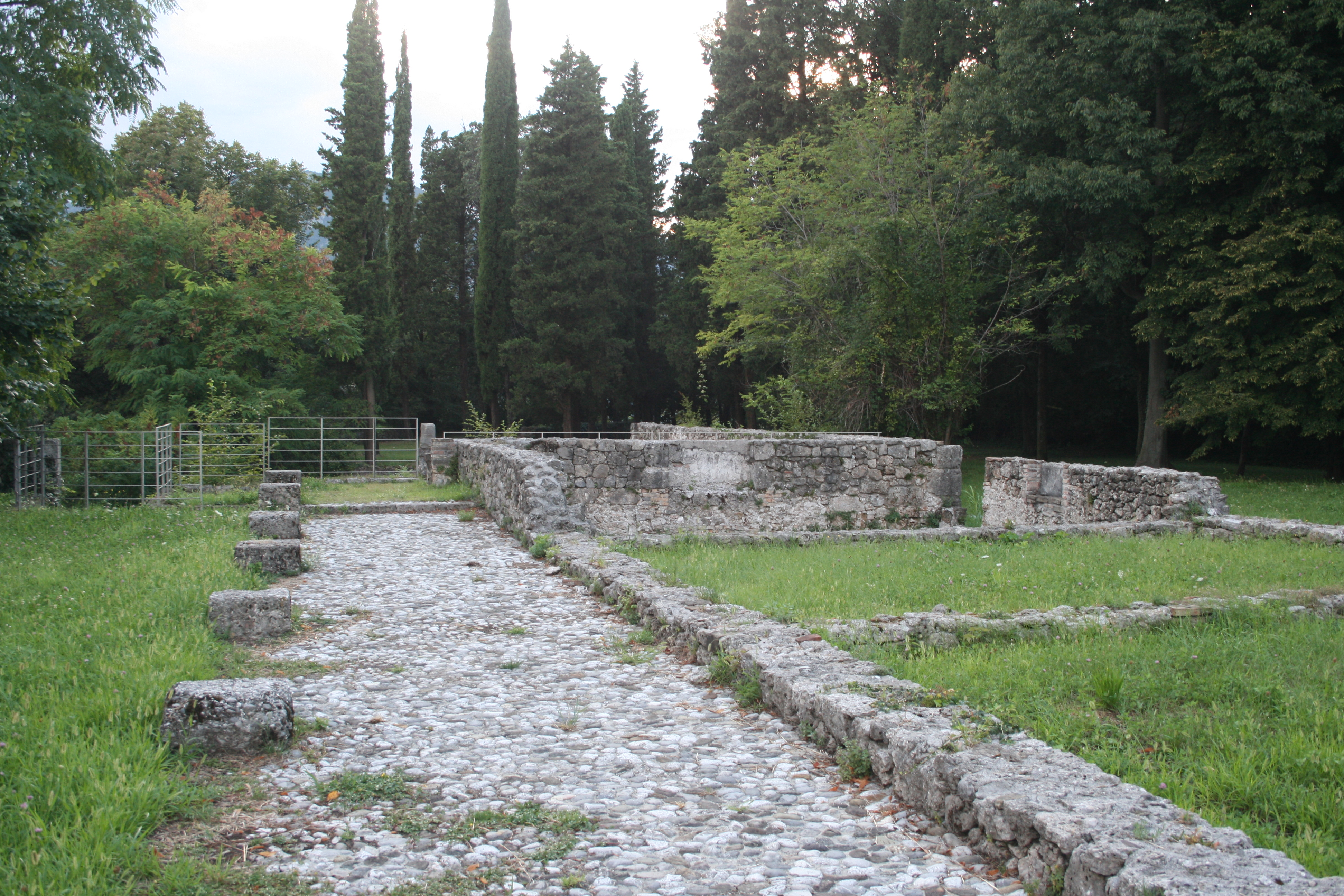
Strada di epoca romana vicino alla fortezza di Osoppo
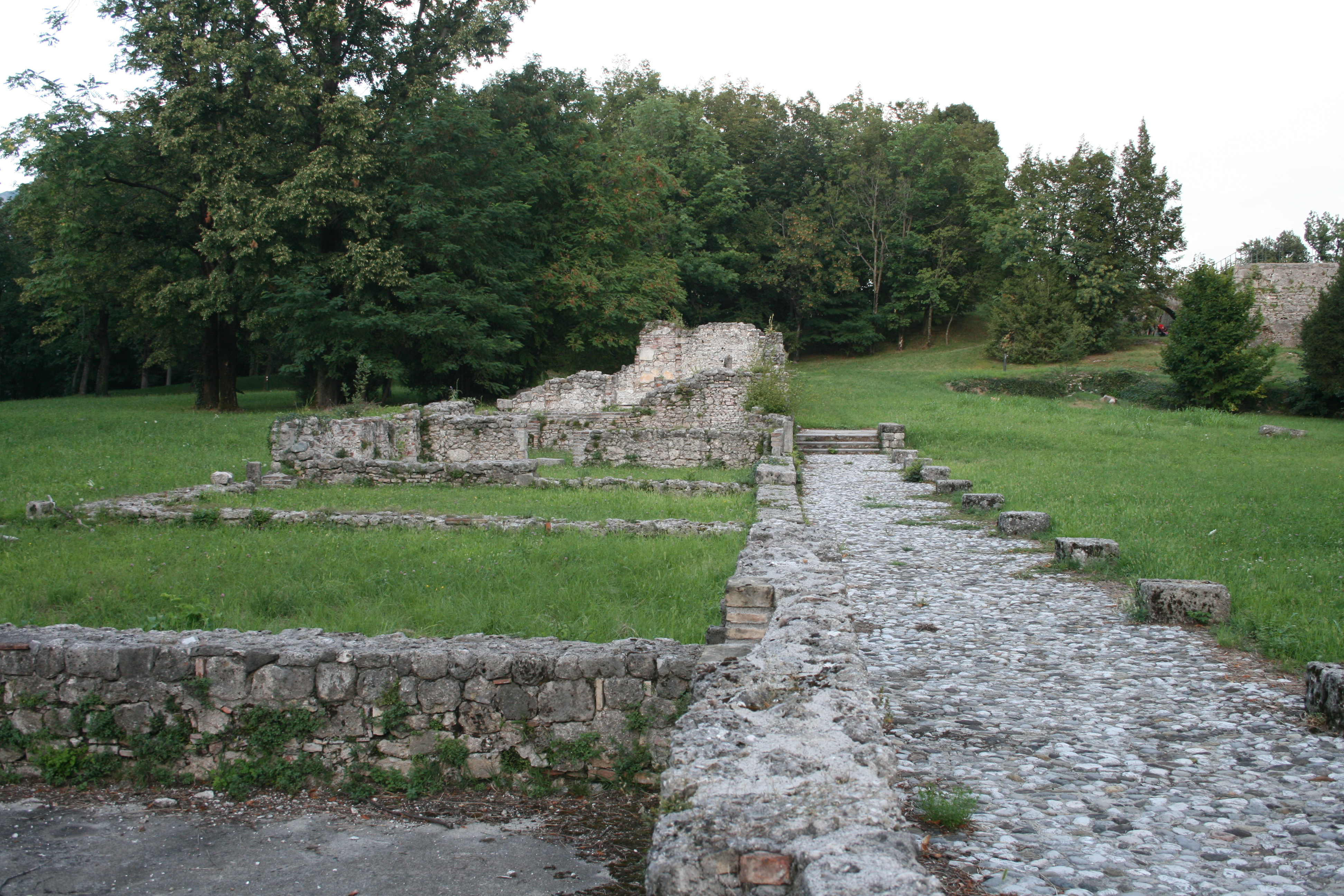
Strada di epoca romana vicino alla fortezza di Osoppo
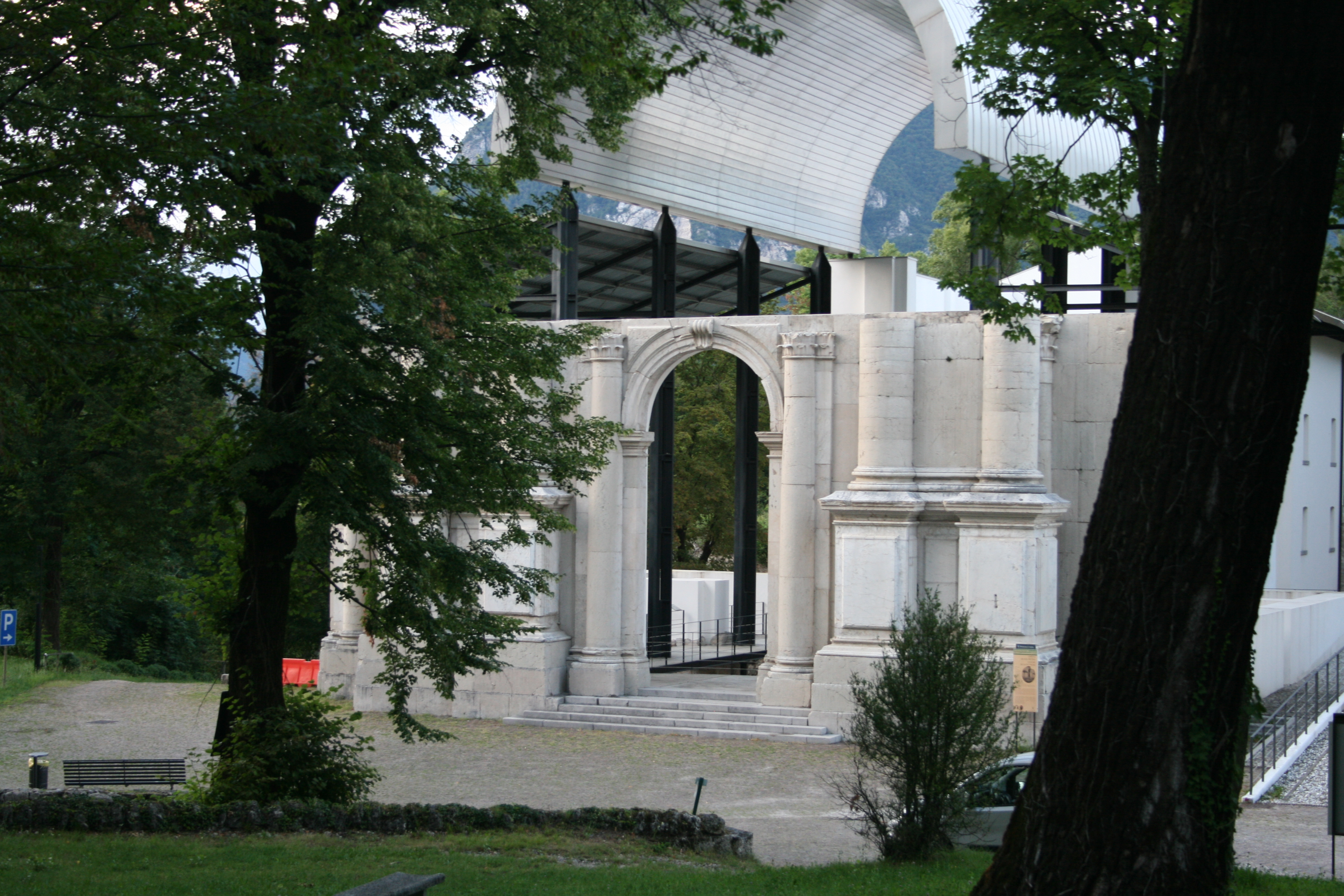
Resti della Chiesa di San Pietro, parzialmente ricostruita dopo il sisma del 1976